# Spitzenpapier (Dauerwelle)
Spitzenpapier wird verwendet, um Haare in einer Dauerwelle zu frisieren und um damit die Haarspitzen zu schützen.

## Anwendung
Da es sich bei der Dauerwelle um einen chemischen Veränderungsprozess der Haare handelt, sind Pflege und Schutz ein wichtiger Faktor. Um das Haar und insbesondere die Haarspitzen vor Hitze und Haarbruch zu schützen, werden die Haarspitzen bei der Anwendung einer Dauerwelle in Spitzenpapier gewickelt. Es gibt die flachen rechteckigen Blättchen in unterschiedlichen Größen, je nach Bedarf und Größe des Lockenwicklers kann das entsprechende Format gewählt werden. Es gibt z. B. Maße wie 75 × 55 mm oder 68 × 51 mm. Das Haar wird an den Enden auf das Papier aufgelegt und dann um den Wickler gedreht. So ist das aufgewickelte Haar direkt am Lockenwickler durch das Spitzenpapier geschützt. Bei der Dauerwelle eingesetzt wurde es „schon bei der Vorkriegs-Heiß-Dauerwelle. Auch beim Wickeln der Volumen-Wickler konnte das Papier eine große Hilfe sein. Das ist besonders sinnvoll bei sehr kurz geschnittenen Haaren.“

## Beschaffenheit
Spitzenpapier ist auf die Anforderungen, denen es beim Prozess der Dauerwelle ausgesetzt wird, zugeschnitten, d. h., es ist strapazierfähig und reißfest. Es schützt das Haar, soll gleichzeitig aber den Prozess der Haarformung nicht behindern. Daher ist Spitzenpapier in der Regel dünn und weich, damit es sich leicht wickeln lässt und beim Aufwickeln der Haarpartie nicht hinderlich ist. Das Papier ist in der Regel perforiert, um bei Bedarf die Dauerwellflüssigkeit besser aufzunehmen.
Eben so ist das Spitzenpapier mit Chemikalien beschichtet, um das Reduktionsmittel im Wellmittel herabzusetzen. Es gibt doppelt Schutz und hilft beim Wickeln.